# Предславино
Предславино (укр. Передславине) — историческая местность на территории Голосеевского района города Киева, предположительно располагается между улицами Физкультуры, Большой Васильковской, Деловой и юго-восточной границей района, а также от этого места до улицы Ковпака. Согласно летописи в 980 году князь Владимир I Святославич поселил здесь, в «сельце Предславино», свою жену — княжну полоцкую Рогнеду — и дочь Предславу, именем которой и было названо дальнее княжеское село.
Современная улица Предславинская, однако, расположена далеко от реки Лыбеди, хотя летописец Нестор ясно указывает на то, что «сельцо» лежит на её берегу. В «бытовой» истории Предславино отождествляется с местностью Девичь-гора, но из описей земель Михайловского монастыря, опубликованных Закревским в «Описании Киева», ясно показано, что «Девич-гора Ориновская» была при впадении Лыбеди в Днепр, являясь, по сути, частью Лысой горы.